# Ischnura graellsii
El cola azul ibérico (Ischnura graellsii)  es una especie de odonato zigóptero de la familia Coenagrionidae. Se distribuyen por el sudoeste de Europa y el norte de África.

## Etimología del nombre
El nombre específico se da en honor al zoólogo Español Mariano de la Paz Graells (1809-1898).

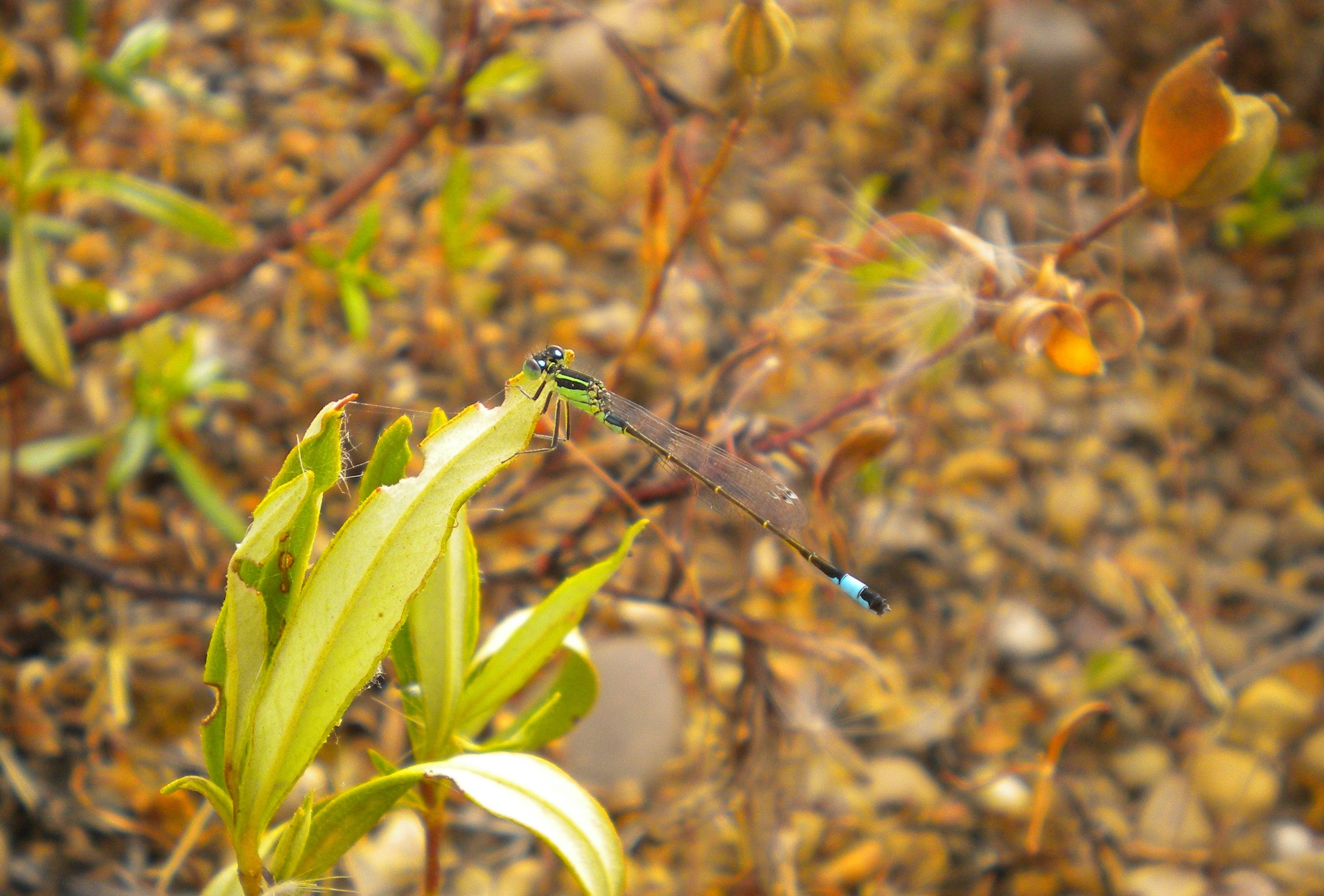
Ischnura graellsii en Zamora (imagen con notas explicativas).